# Ларнака (округ)
Ларнака округ (грч. Λάρνακα, тур. Larnaka) је званична подручна јединица првог реда у оквиру Кипра. Званично седиште округа је истоимени град Ларнака.

## Положај и границе
Округ Ларнака се налази у југоисточном делу државе Кипар и дели границе са:
- на североистоку - округ Фамагуста,
- на истоку - британска војна база Декелија,
- на западу - округ Лимасол,
- на северу - округ Никозија.

## Природни услови
Дати округ Ларнака обухвата југоисток острва Кипар, са дугом обалом ка Средоземном мору на југу. На северозападу округа се издижу Тродос планине. У средишњем делу налази побрђе, које средишњи део острва од јужног приморја. Крајње јужни део округа је приобална равница, добро обрађена и густо насељена.

## Историја
Ларнака округ постоји у данашњим границама од времена британске управе над острвом, а као такав наследила га је и задржала млада кипарска држава у првим годинама постојања. 1974. године турска војска је заузела сасвим мали део округа (крајњи север) без значајнијих насеља.

## Становништво и насеља
Традиционално становништво округа су били и остали већински православни Грци и мањински муслимански Турци. Традиционално, турско становништво је било бројније у нижим крајевима. Међутим, некада помешано становништво је данас подељено у складу са поделом Кипра. По последњем попису из 2001. године у делу округа под управом званичне владе живи 117.124 становника.
Највеће насеље и званично седиште округа је град Ларнака (63.000 ст.), на југу округа. Друга насеља су малог значаја.